# Дедо фон Гозек
Дедо фон Гозек (на немски: Dedo von Goseck; † 5 май 1056, Пьолде в Харц) от род Бурхардинги, е от 1043 до 1056 г. пфалцграф на Саксония, граф на Гозек, граф в Хасегау.

## Произход и наследство
Той е син на пфалцграф Фридрих I фон Гозек († 1042)) и съпругата му Агнес фон Ваймар, вероятно дъщеря на Вилхелм II, граф на Ваймар и херцог на Тюрингия. Роднина е на маркграф Дедо I фон Ветин. Брат е на пфалцграф Фридрих II († 1088) и на Адалберт († 16 март 1072), от 1043 архиепископ на Хамбург-Бремен.
Дедо е убит на 5 май 1056 г. в битката при Пьолде (днес част от Херцберг) и е погребан в Гослар. Наследен е от брат му Фридрих II.

## Деца
Дедо фон Гозек има извънбрачен син:
- Фридрих († 1100), абат в Гозек, в Св. Георг в Наумбург (1081), Халденслебен и Херсфелд